# Chaumes-en-Brie
Chaumes-en-Brie és un municipi francès, situat al departament del Sena i Marne i a la regió d'Illa de França. L'any 2007 tenia 2.982 habitants.
Forma part del cantó de Fontenay-Trésigny, del districte de Melun i de la Comunitat de comunes Brie des Rivières et Châteaux.

## Demografia

### Població
El 2007 la població de fet de Chaumes-en-Brie era de 2.982 persones. Hi havia 1.122 famílies, de les quals 282 eren unipersonals (147 homes vivint sols i 135 dones vivint soles), 305 parelles sense fills, 436 parelles amb fills i 99 famílies monoparentals amb fills.
La població ha evolucionat segons el següent gràfic:
Habitants censats

### Habitatges
El 2007 hi havia 1.308 habitatges, 1.141 eren l'habitatge principal de la família, 67 eren segones residències i 100 estaven desocupats. 926 eren cases i 360 eren apartaments. Dels 1.141 habitatges principals, 816 estaven ocupats pels seus propietaris, 284 estaven llogats i ocupats pels llogaters i 41 estaven cedits a títol gratuït; 42 tenien una cambra, 160 en tenien dues, 178 en tenien tres, 257 en tenien quatre i 503 en tenien cinc o més. 827 habitatges disposaven pel capbaix d'una plaça de pàrquing. A 505 habitatges hi havia un automòbil i a 539 n'hi havia dos o més.

## Fills il·lustres
- Louis Couperin (1626-1661), organista i compositor.

### Piràmide de població
La piràmide de població per edats i sexe el 2009 era:
| Homes | Edats   | Dones |
| ----- | ------- | ----- |
| 0     | 95 o +  | 4     |
| 4     | 90 a 94 | 20    |
| 4     | 85 a 89 | 8     |
| 8     | 80 a 84 | 16    |
| 16    | 75 a 79 | 40    |
| 60    | 70 a 74 | 56    |
| 48    | 65 a 69 | 44    |
| 44    | 60 a 64 | 60    |
| 68    | 55 a 59 | 48    |
| 116   | 50 a 54 | 128   |
| 76    | 45 a 49 | 96    |
| 104   | 40 a 44 | 108   |
| 92    | 35 a 39 | 112   |
| 124   | 30 a 34 | 88    |
| 124   | 25 a 29 | 112   |
| 72    | 20 a 24 | 96    |
| 85    | 15 a 19 | 100   |
| 104   | 10 a 14 | 84    |
| 136   | 5 a 9   | 100   |
| 84    | 0 a 4   | 88    |

## Economia
El 2007 la població en edat de treballar era de 2.012 persones, 1.511 eren actives i 501 eren inactives. De les 1.511 persones actives 1.401 estaven ocupades (742 homes i 659 dones) i 110 estaven aturades (52 homes i 58 dones). De les 501 persones inactives 171 estaven jubilades, 179 estaven estudiant i 151 estaven classificades com a «altres inactius».

### Ingressos
El 2009 a Chaumes-en-Brie hi havia 1.156 unitats fiscals que integraven 3.016,5 persones, la mediana anual d'ingressos fiscals per persona era de 21.162 €.

### Activitats econòmiques
Dels 111 establiments que hi havia el 2007, 2 eren d'empreses alimentàries, 5 d'empreses de fabricació d'altres productes industrials, 26 d'empreses de construcció, 24 d'empreses de comerç i reparació d'automòbils, 3 d'empreses de transport, 9 d'empreses d'hostatgeria i restauració, 1 d'una empresa d'informació i comunicació, 3 d'empreses financeres, 6 d'empreses immobiliàries, 12 d'empreses de serveis, 12 d'entitats de l'administració pública i 8 d'empreses classificades com a «altres activitats de serveis».
Dels 44 establiments de servei als particulars que hi havia el 2009, 1 era una gendarmeria, 5 tallers de reparació d'automòbils i de material agrícola, 1 autoescola, 6 paletes, 3 fusteries, 8 lampisteries, 5 electricistes, 2 empreses de construcció, 4 perruqueries, 1 agència de treball temporal, 4 restaurants, 3 agències immobiliàries i 1 tintoreria.
Dels 9 establiments comercials que hi havia el 2009, 1 era una gran superfície de material de bricolatge, 2 botiges de menys de 120 m², 1 una botiga de menys de 120 m², 1 una fleca, 1 una peixateria i 3 floristeries.
L'any 2000 a Chaumes-en-Brie hi havia 15 explotacions agrícoles que ocupaven un total de 1.170 hectàrees.

## Equipaments sanitaris i escolars
L'únic equipament sanitari que hi havia el 2009 era una farmàcia.
El 2009 hi havia 1 escola maternal i 1 escola elemental. Chaumes-en-Brie disposava d'un liceu tecnològic amb 34 alumnes.

## Poblacions més properes
El següent diagrama mostra les poblacions més properes.